# Harold Cherniss

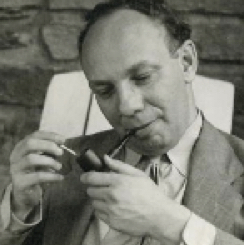
Harold Cherniss

Harold Fredrik Cherniss (* 11. März 1904 in St. Joseph, Missouri; † 18. Juni 1987 in Princeton, New Jersey) war ein amerikanischer Hochschullehrer und angesehener Experte für die antike Philosophie.

## Biografie
Cherniss studierte an der University of California at Berkeley, in Göttingen und in Berlin Griechisch, Latein und Sanskrit. 1930 wurde er mit einer Arbeit über Gregor von Nyssa promoviert. Im selben Jahr trat er eine Stelle als Lehrkraft an der Cornell University an. Nach einer Anstellung an der Johns Hopkins University und einer Professur an der University of California wurde er Mitglied des Institute for Advanced Study in Princeton. Während des Zweiten Weltkriegs arbeitete er im Dienst der U.S. Army beim britischen Geheimdienst.
Cherniss legte großen Wert auf die akademische Lehre, die er im Sinn der Humboldtschen Universitätsidee verstand. Wie sich an den zahlreichen Dankeserwähnungen in – oft hervorragenden – philosophiehistorischen Arbeiten amerikanischer und skandinavischer Forscher zeigt, erzielte er damit eine beträchtliche Wirkung. Anders als in seinen Veröffentlichungen deckte er in der Lehre das gesamte Feld der antiken Philosophie ab. Politisch war Cherniss linksliberal; als Ernst H. Kantorowicz 1950 im Zusammenhang mit der Loyalty-Oath-Affäre an der University of California seine Stelle verlor, veranlasste Cherniss seine Berufung an das – damals von J.R. Oppenheimer geleitete – Princeton Institute. 1958 wurde Cherniss in die American Academy of Arts and Sciences gewählt. Seit 1949 war er Mitglied der American Philosophical Society. 1956 wurde er korrespondierendes Mitglied der British Academy.
Cherniss' Karriere wurde von einer schweren Erkrankung unterbrochen, die ihn während der letzten beiden Jahrzehnte seines Lebens arbeitsunfähig machte.

## Werke und Wirkung
Cherniss hat relativ wenige, wenn auch fast durchweg grundlegende, Aufsätze veröffentlicht. Seine Hauptwerke sind die beiden umfangreichen Bücher über Aristoteles’ Kritik an den Vorsokratikern (1935) bzw. an Platon und der Akademie (1946); von letzterem ist nur der erste Teil erschienen. Einen Eindruck von Cherniss' massiver Gelehrsamkeit, der souveränen Übersicht über die gesamte Forschungsliteratur und der Präzision seiner Analysen können die 1942 gehaltenen Vorlesungen über das „Rätsel der älteren Akademie“ geben, die 1945 erschienen sind und seither in zahlreiche Sprachen, unter anderem ins Deutsche („Die Ältere Akademie“, 1966), Italienische, Französische, Tschechische, übersetzt wurden und immer noch werden. Alle seine Bücher sind – für wissenschaftliche Werke nicht gerade gewöhnlich – nachgedruckt worden, zum Teil auch mehrmals.
Cherniss hat in überaus detaillierten Untersuchungen gezeigt, dass Aristoteles' Darstellungen der Lehren seiner philosophischen Vorläufer nicht als zuverlässige Quellen für die Kenntnis der Thesen und Argumente dieser Denker gelten dürfen, weil Aristoteles in seinen Doxographien immer schon seine eigene Philosophie voraussetzt und früheren Philosophen Thesen zuschreibt, die sie nicht faktisch vertreten haben, die sie aber seiner Ansicht nach eigentlich hätten vertreten müssen. Der Grundgedanke dieser Argumentation war zwar auch vor Cherniss schon bekannt, aber niemand vor ihm hat so eingehend gezeigt, wie stark die aristotelischen Doxographien von bestimmten Voraussetzungen und problematischen Argumentationsmustern durchsetzt sind. Das Bild der voraristotelischen Philosophie sieht nach diesem kritischen Durchgang durch aristotelische Überlieferung – die zugleich die Hauptquelle der Kenntnis der vorsokratischen Philosophie ist – durchaus anders aus als zuvor. Allerdings sind die sehr weitgehenden Behauptungen Cherniss' von einer Mehrzahl der Forscher nicht in ihrem ganzen Ausmaß akzeptiert worden, doch dienen seine Ausführungen in der Fachdiskussion immer noch und immer wieder als Ausgangspunkt für die kritische Auseinandersetzung mit der philosophiegeschichtlichen Tradition. Neuere Arbeiten bemühen sich fast stets darum, Aristoteles' Doxographien gegen Cherniss' Kritik zu verteidigen. In jüngerer Zeit wird auch Cherniss' Methode kritisiert, die „Plato ex Platone“ interpretiert und daher selbst im Bereich des Doxographischen verbleibt, ohne in die philosophische Auseinandersetzung einzutreten.
Besonderes Interesse sicherten sich Cherniss' Vorlesungen über die ältere Akademie durch den Umstand, dass sie vierzehn Jahre vor den ersten Veröffentlichungen Hans Joachim Krämers eine vorweggenommene Kritik an der Theorie der ungeschriebenen Lehre lieferten, in der bereits ein erheblicher Teil der Argumente bereitgestellt wurde, die später gegen Krämer und die „Tübinger Platonschule“ ins Feld geführt wurden. Krämer hat sich in einem langen Abschnitt seiner Dissertation „Arete bei Platon und Aristoteles“ (1959) scharf und teils polemisch mit Cherniss auseinandergesetzt. Cherniss hat auf diese Kritik nicht geantwortet; eine Antwort aus der Sicht seiner Schule gab sein Schüler Eugène Napoléon Tigerstedt. Es ist unter anderem auf Cherniss' Einfluss zurückzuführen, dass die Tübinger Interpretation der ungeschriebenen Lehre in der englischsprachigen Welt – trotz der Arbeiten von John Niemeyer Findlay ('The Written and Unwritten Doctrines of Plato', London 1974), die unabhängig von Krämer und Konrad Gaiser entstanden sind, aber in dieselbe Richtung gehen – kaum Anhänger gefunden hat.

## Schriften
Schriftenverzeichnisse finden sich in den folgenden beiden Veröffentlichungen:
- Die Ältere Akademie. Ein historisches Rätsel und seine Lösung. Übersetzt von Josef Derbolav. – Heidelberg: Carl Winter, 1966. (Bibliothek der klassischen Altertumswissenschaften. N.F., 2. Reihe.) (S. 123–128)
- Selected Papers of Harold Cherniss. Edited by Leonardo Tarán. – Leiden: Brill, 1977. (S. 524–530)

Wichtigste Veröffentlichungen:
- The Platonism of Gregory of Nyssa. – Berkeley, Calif.: University of California Press, 1930. – (Reprint: New York: Burt Franklin, 1971 = Burt Franklin research and source works Series; 685.)
- Aristotle's Criticism of Presocratic Philosophy. – Baltimore: Johns Hopkins Press, 1935.
- The Riddle of the Early Academy. – Berkeley, Calif.: University of California Press, 1945.
- Aristotle's Criticism of Plato and the Academy. Vol. 1. – Baltimore: Johns Hopkins Press, 1946.
- Plato (1950–1957). – In: Lustrum 4 (1959)/5 (1960), S. 1–648.
- Plutarch's Moralia, Vol. 12. Translated by Harold Cherniss and W. C. Helmbold. – Cambridge, Mass.: Harvard University Press, 1957. (Loeb Library.) (Übersetzung von „De facie in orbe lunae“)
- Plutarch's Moralia, Vol. 13. Part 1: Platonic Essays. – Part 2: Stoic Essays. Translated by Harold Cherniss. – Cambridge, Mass.: Harvard University Press, 1976. (Loeb Library.)